# Чемпіонат Німеччини з хокею 1949
Чемпіонат Німеччини з хокею 1949 — 32-ий регулярний чемпіонат Німеччини з хокею, чемпіоном став ХК Фюссен. Чемпіонат пройшов за новою формулою, в ньому брали участь шість клубів. Вищий дивізіон, відтепер отримав назву  - Оберліга.

## Учасники
- ХК Аугсбург
- Бад-Наугайм
- ХК Фюссен
- ХК Кельн
- Пройзен Крефельд
- СК Ріссерзеє

## Регіональний відбір

### Північ
- 1 раунд Harvestehuder THC (Гамбург) — СК Форстхаусштрассе (Франкфурт-на-Майні) 6:0, 7:1
- 2 раунд ХК Кельн — Harvestehuder THC (Гамбург) 8:4, 5:2

### Південь
- 1 раунд СК Мангейм — ХК Штутгарт 6:0, 4:2
- 2 раунд ЕВ Тегернзе — СК Мангейм 4:2, результат другого матчу невідомий.

### Плей-оф
- СК Мангейм — Harvestehuder THC (Гамбург) 5:4, 4:0

### Фінал
- ХК Кельн — СК Мангейм 5:1, 7:1

## Основний раунд (підсумкова таблиця)
| М  | Команда          | І  | Пер | Н | Пор | Ш     | О  |
| -- | ---------------- | -- | --- | - | --- | ----- | -- |
| 1. | ХК Фюссен        | 10 | 8   | 1 | 1   | 51:24 | 17 |
| 2. | Пройзен Крефельд | 10 | 8   | 0 | 2   | 37:21 | 16 |
| 3. | СК Ріссерзеє     | 8  | 5   | 0 | 3   | 33:26 | 10 |
| 4. | Бад-Наугайм      | 9  | 3   | 0 | 6   | 25:41 | 9  |
| 5. | ХК Аугсбург      | 10 | 2   | 1 | 7   | 18:35 | 5  |
| 6. | ХК Кельн         | 7  | 0   | 0 | 7   | 11:37 | 0  |

Скорочення: М = підсумкове місце, І = ігри, Пер = перемоги, Н = нічиї, Пор = поразки, Ш = закинуті та пропущені шайби, О = набрані очки

## Склад чемпіонів
Склад ХК Фюссен: Вільгельм Бехлер, Вальтер Ляйневебер, Освальд Губер, Енгельберт Холдерід, Георг Гуггемос, Клеменс Кінбергер, Пауль Келер, Ксавер Унзінн, Бруно Кепф, Маркус Еген, Фріц Пойч. Тренер: Бруно Ляйневебер